# تصيير

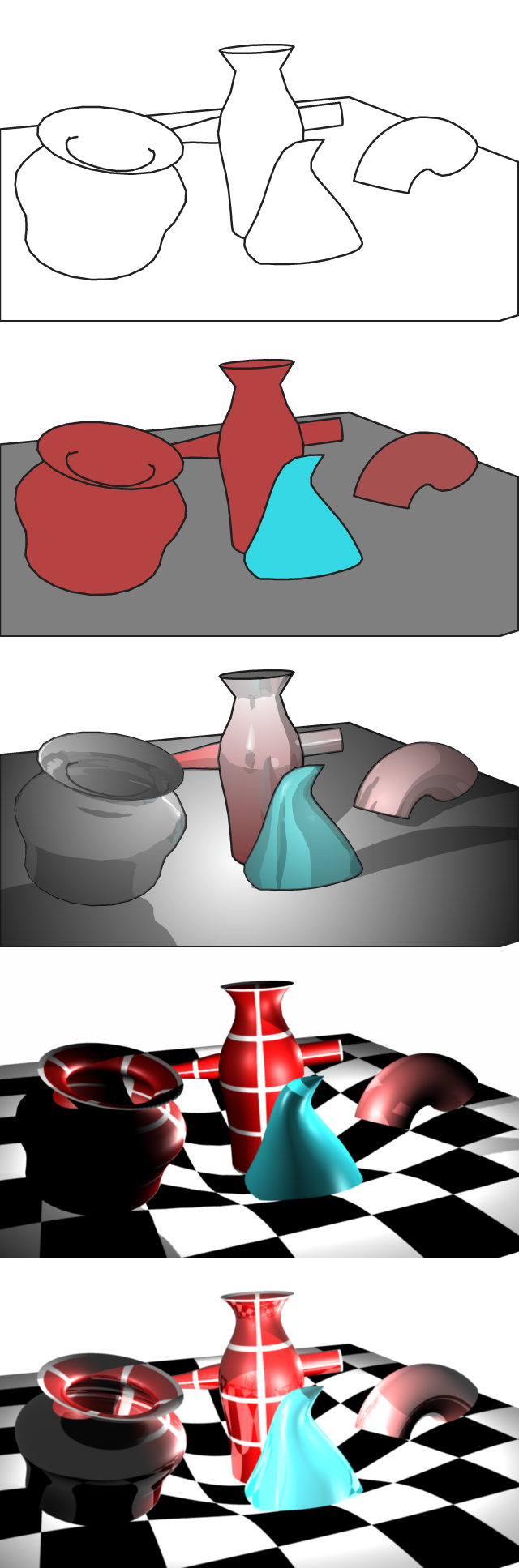
مجموعة متنوعة من تقنيات التصيير مُطبقة على مشهد ثلاثي الأبعاد.

التصيير (بالإنجليزية: Rendering) هي عملية حوسبية لتوليد صورة ثنائية الأبعاد أو ثلاثية الأبعاد من بيانات مدخلة معرَّفة سلفًا. مثال على ذلك توليد صورة ثنائية الأبعاد من بيانات نموذج ثلاثي الأبعاد، حيث تتضمن هذه البيانات وصف لشكل المجسم الهندسي ومنظوره وخاماته وإضاءته وظلاله وبعض الخصائص الأخرى.
يستعمل مصطلح التصيير في مجال تحرير الفيديو للإشارة لعملية حساب جملة المؤثرات على ملف الفيديو وإظهاره في صورة المخرج النهائي.